# مسلمون (تيبازة)
مسلمون هي إحدى بلديات ولاية تيبازة الجزائرية.